# الأطفال ذوو العيون السوداء

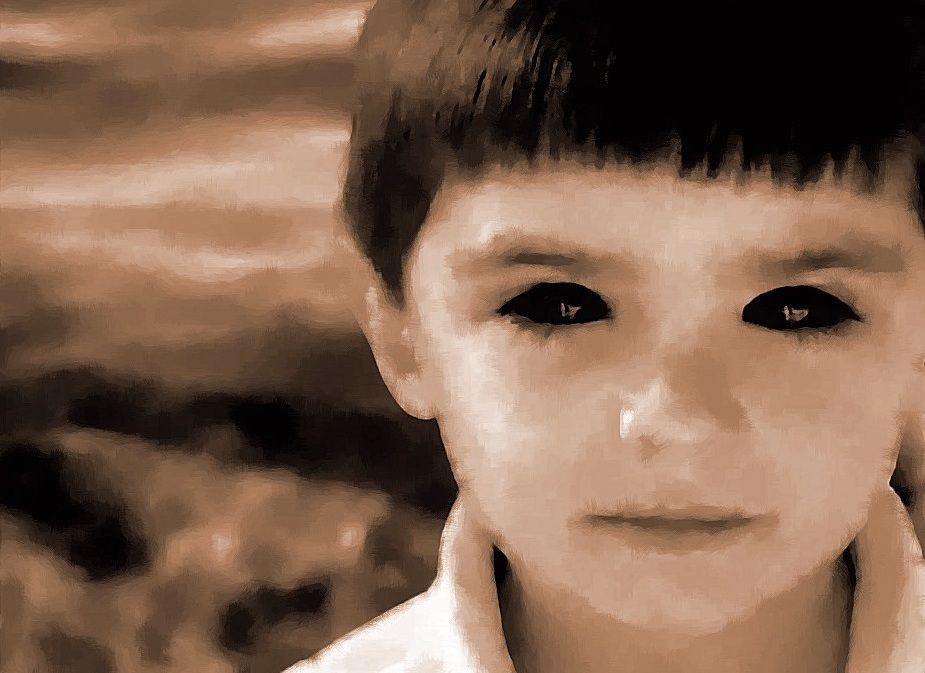
عمل فني عن طفل من ذوي العيون السوداء.

الأطفال ذوي العيون السوداء (بالإنجليزية: Black Eyed Children أو Black-Eyed Kids) هي أسطورة حضرية عن مخلوقات أسطورية تشبه الأطفال الذين تتراوح أعمارهم بين 6 و 16 سنة، حيث تكون جلودهم شاحبة وأعينهم سوداء[ ؟ ] ، وقد ادّعى البعض مشاهدتهم يركبون السيارات أو يستجدون، أو عند عتبات المنازل السكنية. وقد ظهرت حكايات هؤلاء الأطفال في الثقافة الشعبية منذ أواخر القرن العشرين.

## التاريخ
وبالرغم من زعم الصحف الصفراء في تغطيتها لهذه المخلوقات أن الظاهرة بدأت منذ ثمانينات القرن العشرين، إلا أن المصادر الحديثة تشير إلى بدء الأسطورة في 1996 عندما قام بريان بيثيل بكتابة منشورات عنها في ولاية تكساس تحت اسم «القائمة البريدية المرتبطة بالأشباح» وقد كان محتوى المنشورعن اللقاءات المزعومة للأطفال ذوي العيون السوداء في ولاية تكساس وفي مدينة بورتلاند بولاية أوريغون.
وتعد منشورات بيثل مثال كلاسيكي عن الكريبيباستا، وقد اكتسبت هذه الأسطورة شهرة كبيرة أدت إلى قيام بيثل لنشر إجاباته عن مجموعة من الأسئلة الشائعة لدى الجمهور عنها .